# Hovedbeklædning
 "Hue" omdirigeres hertil. For den vietnamesiske by, se Huế.
En hovedbeklædning er en beklædningsgenstand, der bæres på hovedet. Formålet kan rangere fra hjelme, der tjener til beskyttelse mod skade, over huer og hatte, der beskytter mod omgivelserne, for eksempel vinterkulde eller solens strålingsvarme. Atter andre hovedbeklædninger kan tjene til udsmykning, enten som et udslag af mode eller med religiøse eller rituelle formål.

## Hovedbeklædninger
- Baret
- Bowlerhat
- Cowboyhat
- Fascinator / Hatinator
- Fedora
- Fez
- Hardee hat
- Hjelm
- Jernhat
- Hue
- Kasket
- Klaphat
- Krone (hovedbeklædning)
- Narrehat
- Sombrero
- Trilby
- Høj hat (tophat)